# 가현설

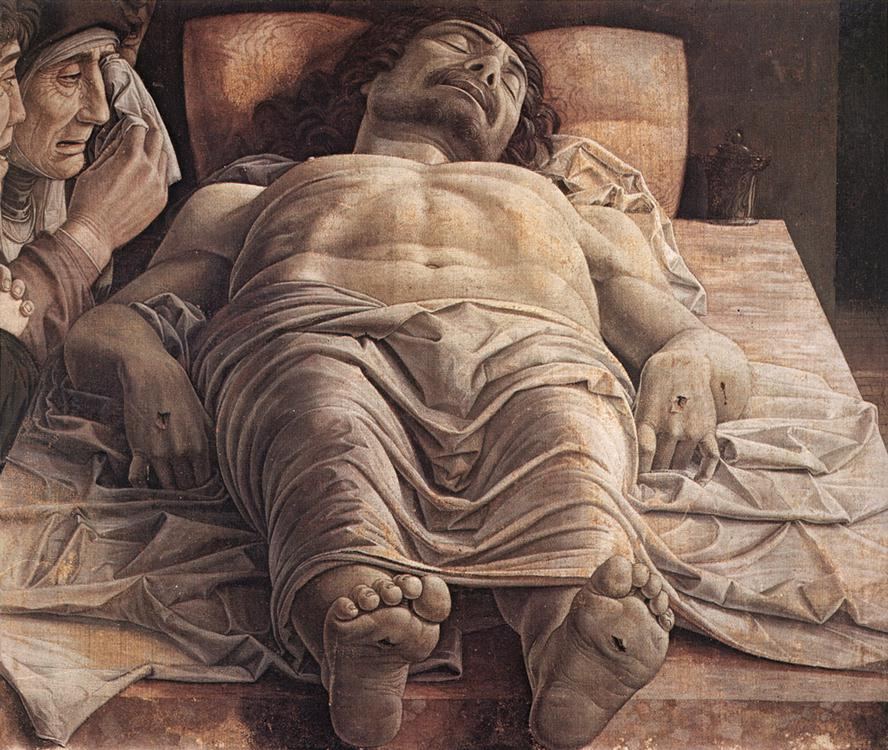

가현설(假現說) 또는 도세티즘(Docetism)은 그리스어로 "보이다"라는 뜻인 '도케오'(δοκέω)가 어원으로 예수의 몸은 환상일 뿐이라는 영지주의 교리이다. 이원론을 강조한 영지주의 기독교의 주요한 교리였다. 영과 육을 합치면 거룩한 영이 더러워지므로 하나님 아들, 예수가 육으로 오지 않았으며, 오로지 눈에 보이는 영으로만 세상에 왔다는 주장이다.
하나님의 아들인 예수 그리스도는 참된 인간의 몸을 가지지 않았다고 주장한다, 즉 참된 혈과 육의 사람이 아니라면서 예수의 인간성을 부정하는 교리이다. 따라서 예수가 십자가에 달리고 고난 받은 것은 환상일 뿐이며, 그가 죽고 부활하는 것은 중요하지 않다고 영지주의자들은 주장하였다.
이러한 교리는 실제 생활에서 육의 가치 평가를 절하하여 오로지 영을 따르는 생활만 하면, 육이 저지른 죄와 더러움, 육에 속한 모든 것들을 부정하고 영에 속하면 그만이라는 생활태도로 나타난다. 사람을 학대하고, 간음, 절도 등을 한 것은 육이 행하였으므로 예식이나 기도 등 영이 행하는 것으로 육에 속해 행한 것들이 사라진다는 믿음으로 변화하였다. 이는 더욱 발전하여 반정부와 반문화, 반윤리적 행동을 정당하게 보는 입장이 되었다. 특히 반정부, 로마제국을 부정하는 태도는 영지주의를 기독교 일파로 이해한 로마제국이 기독교 전체를 박해할 이유가 될 가능성이 있었다.
가현설은 일부 기독교인들이 예수의 신성을 지나치게 강조하여 발생한 극단적인 교리로서, 요한 교회에서는 "말씀이 사람이 되었다"는 성육신(肉化) 사상(요한 복음서 1장 14절)을 통해 이를 반박하였다.
복음서와 서신서 저자들은 물론, 기독교 교부와 신학자들에게도 가현설은 단죄되었는데, 그 실례로 마태오 복음서와 루가 복음서에서는 예수의 탄생과 관련된 기록을 언급하고 있으며, 요한의 둘째 편지(요한 2서)에서는 예수가 사람인 것을 부정하는 사람은 그리스도의 적이라고 단죄한다.

## 같이 보기
- 영지주의